# Хејден (Ајдахо)
Хејден (енгл. Hayden) град је у америчкој савезној држави Ајдахо.

## Демографија
По попису из 2010. године број становника је 13.294, што је 4.135 (45,1%) становника више него 2000. године.
| Група             | 2000.         | 2010.          |
| Белци             | 8.691 (94,9%) | 12.239 (92,1%) |
| Афроамериканци    | 17 (0,2%)     | 27 (0,2%)      |
| Азијати           | 50 (0,5%)     | 114 (0,9%)     |
| Хиспаноамериканци | 223 (2,4%)    | 562 (4,2%)     |
| Укупно            | 9.159         | 13.294         |